# Adam Friedrich Brand von Lindau

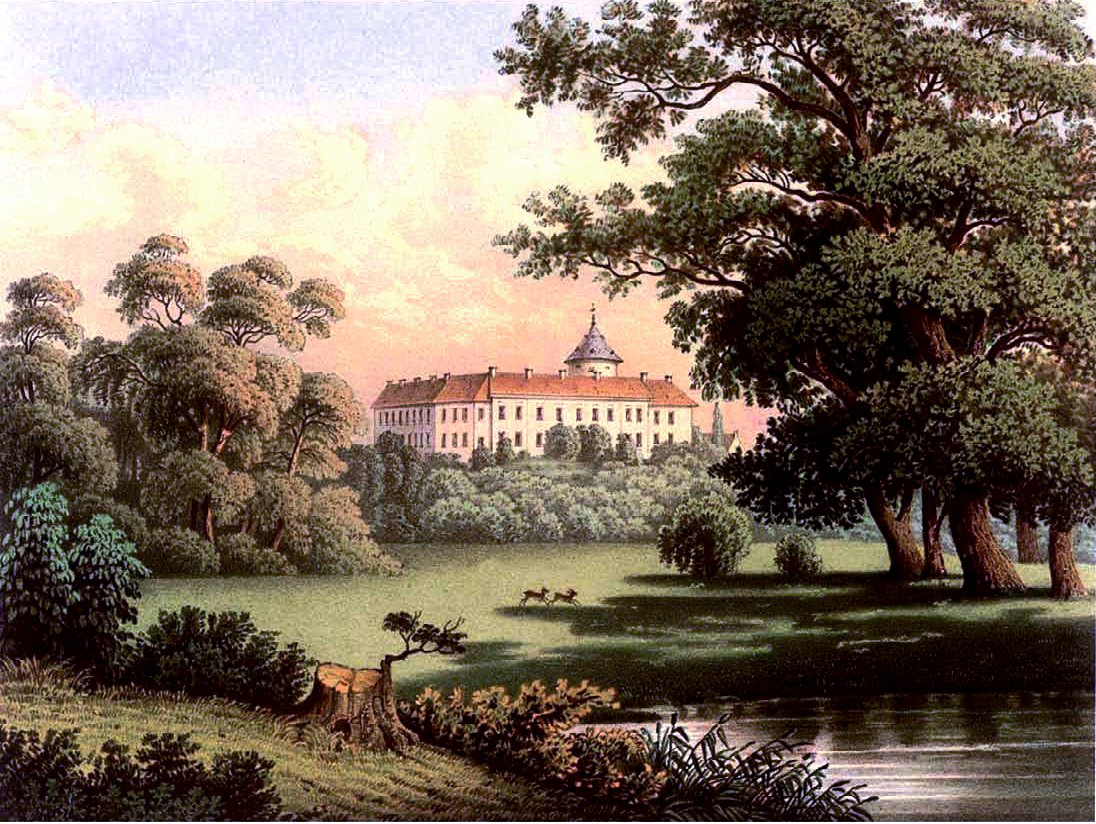
Schloss Wiesenburg, um 1864

Adam Friedrich Brand von Lindau (* 29. September 1681 (nach direkten Angaben 1682) in Wiesenburg; † 9. April 1754 ebenda) war ein königlich-polnischer und kurfürstlich-sächsischer General der Kavallerie und Rittergutsbesitzer.

## Leben
Er entstammte dem Adelsgeschlecht Brand von Lindau. Seine Großeltern waren der kursächsische Amtshauptmanns Friedrich Brand von Lindau und dessen Ehefrau Maria von Pflug. Seine Eltern waren der Sohn des Benno Friedrich Brand von Lindau († 14. Januar 1718) und der Martha, geborene von Milckau († 10. März 1731). 
Er wurde zum Studium auf die Universitäten Wittenberg und Leipzig, entschied sich dann aber für den Kriegsdienst. Während des Spanischen Erbfolgekrieges kämpfte er in den Niederlanden. Nach dem Krieg war er von 1714 bis 1716 Hauptmann und Parteigänger in polnischen Diensten. Er stieg dann bis 1730 zum Oberst auf. Er besuchte den König August der Starke in seinem Zeithainer Lustlager und erhielt die Genehmigung ein Kürassier-Regiment aufzustellen. Aber August starb am 1. Februar 1733, sein Nachfolger August III. machte ihn im Oktober 1734 zum Generalmajor dafür musste er sein Regiment an den Oberst Milckau abgeben. 1737 wurde er Kommandant des sächsischen Kontingent zur Unterstützung des Kaisers im Kampf gegen die Türken in Ungarn. Aber nach Streit mit den Kaiserlichen Generalen wurde er wieder zurückbeordert. 1741 stand er in Torgau, als der General von Arnimb statt ihm zum Generalleutnant befördert wurde, erhielt er den erbetenen Abschied und zog sich auf seiner Güter zurück. Mitglied des Landtages war er von 1722 bis 1749; zunächst als Vertreter der Allgemeinen Ritterschaft, später des Weiteren und zuletzt des Engeren Ausschusses. 1749 Mitglied des Landtages und geriet mit dem Premierminister in Streit, der nur durch das Einreifen Dritter geschlichtet werden konnte. Angebote in preußische oder hannoverische Dienste zu gehen schlug er aus.
Adam Friedrich von Lindau besaß das Schloss Wiesenburg. Das Hauptschloss wurde in Wiesenburg unter Adam Friedrich Brand von Lindau erweitert und umgebaut. Vor allem am heutigen Westflügel ließ er als Schlossherr Arbeiten vornehmen. Zugleich war er der letzte männliche Schlossbesitzer aus dieser Familie, denn durch die Heirat seiner Tochter Louisa Sophia (1720–1755) kam der Besitz im Erbgang an die Familie von Watzdorf.
1740 hatte er zusätzlich das Rittergut Leipnitz bei Dahlenberg von den Kindern des 1736 verstorbenen kursächsischen Wittenberger Hofrichters Wolf Erich von Bennigsen erworben.

## Familie
Er war seit 1714 verheiratet mit Helene Henriette von Oppen aus dem Hause Fredersdorf (1694–1755). Aus dieser Ehe gingen mehrere Kinder hervor. Seine beiden Söhne starben jedoch im Kindesalter, so dass sein Besitz an die beiden Töchter fiel. Henrietta Dorothea (1717–1746) heiratete 1737 Christoph Levin von Trotta genannt Treyden und Louisa Sophia (* 1720) war seit 1749 mit Adam Friedrich von Watzdorf verheiratet. Letztere übernahmen Schloss Wiesenburg, während das Gut Leipnitz noch zu Lebzeiten des Adam Friedrich Brand von Lindau zu Michaelis (= 29. September) 1742 an den Schwiegersohn Christoph Levin Trotta genannt Treyden überlassen wurde.